# Park Live Festival
«Park Live» — ежегодный международный музыкальный фестиваль, проходивший в Москве в 2013-2019 годы. С 2024 года проходит в городе Алматы, Казахстан. Организован концертным агентством «Мельница», а в разное время фестиваля, хедлайнерами становились Muse, Red Hot Chili Peppers, The Killers, Лана Дель Рей, Gorillaz, System of a Down, The Prodigy, Земфира, Pendulum, Bring Me The Horizon, Massive Attack, Limp Bizkit и Deftones.

## О фестивале
Летний фестиваль Park Live — новый формат уже известных слагаемых: музыка, творчество, развлечения, солнечный свет, свежий воздух, умная публика и позитивная атмосфера. Объединяющим фактором стала выбранная площадка для фестиваля: Всероссийский Выставочный Центр, место, изначально сочетающее в себе историю и пространство, культуру поколений и масштабное её воплощение. В 2015 году фестиваль проходил на стадионе «Лукойл Арена». Park Live — фестиваль, существующий вне рамок и стилевых ограничений. Park Live предназначен для зрителей самых разных возрастов и музыкальных пристрастий. В 2014 году фестиваль должен был пройти в Киеве, но был отменен из-за политической обстановки в стране. В разное время фестиваля, хедлайнерами становились System Of A Down, Limp Bizkit, The Killers, Pendulum, Земфира, Мэрлин Мэнсон, The Prodigy, Deftones, Muse, Red Hot Chili Peppers и Лана Дель Рей. В 2014 году произошёл крупный скандал с отменой концерта Мэрлина Мэнсона. В конце ноября 2017 года было объявлено, что в 2018 году фестиваль пройдет на территории ЦПКиО имени Горького. В 2018 году, во второй день фестиваля, выступление группы Gorillaz было прервано из-за грозы и сильного дождя. В 2019 году, на фестивале должна была выступить группа The Prodigy, но в связи со смертью солиста Кита Флинта, группа объявила об отмене всех своих концертов, в том числе и в России. Вскоре, было объявлено, что их заменит хип-хоп группа из ЮАР Die Antwoord. В 2020 и 2021 году фестивали были отменены в связи с пандемией COVID-19. В 2022 году фестиваль также не состоялся. В 2024 году фестиваль впервые прошел в Казахстане, в городе Алматы.

## 2013 год

Лайнап «Park Live Festival 2013»

В 2013 году фестиваль прошёл в Москве на Выставке достижений народного хозяйства (ВДНХ) 28 июня, 29 июня и 30 июня. Хедлайнерами первого дня стала группа Limp Bizkit. Во второй день выступила группа The Killers. В третий день выступила российская певица Земфира. Кроме того, в ночь с 29 на 30 июня состоялся Park Live Night на сцене Chemical Stage, расположенной в павильоне ВДНХ № 20 «Химическая промышленность» с 23 часов вечера по 6 часов утра следующего дня. Вместительность фестиваля рассчитана на 25—30 тысяч мест, из них 5 тысяч выделено под фан-зону.
|      |                         | Москва      | Москва                                                                    | Москва                                                             |
| Год  | Дата                    | Хэдлайнер   | Cosmos Stage Acts                                                         | Chemical Stage Acts                                                |
| ---- | ----------------------- | ----------- | ------------------------------------------------------------------------- | ------------------------------------------------------------------ |
| 2013 | Пятница, 28 июня        | Limp Bizkit | Limp Bizkit Poets of the Fall Louna                                       | —                                                                  |
| 2013 | Суббота, 29 июня        | The Killers | The Killers Мумий Тролль Justice White Lies Crystal Fighters Анна Пингина | Everything Is Made in China Tomorrow’s World Ladytron              |
| 2013 | Суббота, 29 июня (ночь) | Pendulum    | —                                                                         | Pendulum (DJ-set & Verse) DJ Fresh & Messy MC Robin Axford Denis A |
| 2013 | Воскресенье, 30 июня    | Земфира     | Земфира Paramore Crystal Castles Within Temptation NOFX                   | Biting Elbows Emika Iamamiwhoami Trentemøller Moremoney            |

## 2014 год

### Москва

Лайнап «Park Live Festival 2014»

В 2014 году фестиваль прошёл в Москве на ВДНХ 27 июня, 28 июня и 29 июня. Хедлайнером первого дня стал американский певец Marilyn Manson, выступление которого впоследствии отменили из-за ложного сообщения о заложенной бомбе. Хедлайнером второго дня стала британская группа The Prodigy, а хедлайнером третьего дня стала группа Deftones. В 2014 году, руководство фестиваля отказалось от выделения специальной территории под фан-зону. За всю историю фестиваля, данный стал самым длинным (3 дня) и с самым большим количеством выступающих.
|      |                      | Москва                    | Москва                                                           | Москва                                                                                          |
| Год  | Дата                 | Хэдлайнер                 | Cosmos Stage                                                     | Chemical Stage                                                                                  |
| ---- | -------------------- | ------------------------- | ---------------------------------------------------------------- | ----------------------------------------------------------------------------------------------- |
| 2014 | Пятница, 27 июня     | Marilyn Manson (отменено) | Marilyn Manson (отменено) Skillet The Hardkiss                   | DJ Kazaryan                                                                                     |
| 2014 | Суббота, 28 июня     | The Prodigy               | The Prodigy Enter Shikari Hollywood Undead Anacondaz Морекорабли | Die Antwoord Savant Therr Maitz Dope D.O.D. DJ Oguretz Каспий Volga Robin Axford DJ Algorythmik |
| 2014 | Воскресенье, 29 июня | Deftones                  | Deftones Mastodon Wolfmother Karnivool Philip H. Anselmo 7Pаса   | Lykke Li Moderat Yann Tiersen Wild Beasts SunSay                                                |

### Киев
В 2014 году фестиваль должен был пройти в концертном клубе «Stereo Plaza» 26 июня и 27 июня. Хедлайнером первого дня должна была стать группа Deftones, а хедлайнерами второго дня должны были стать Enter Shikari и Wolfmother. Изначально, фестиваль планировалось провести в «Экспоцентре Украины» (ВДНХ), в 3 дня, но в связи с неблагоприятной политической обстановкой в городе, затем было принято решение об изменении формата фестиваля в Киеве. Также, 28 июня и 29 июня, в клубах «Sentrum» и «Stereo Plaza» должны были пройти концерты двух, ранее запланированных групп, а именно Wild Beasts и Skillet, а также специальный гость Detach, в рамках фестиваля Park Live Kiev.

## 2015 год

Лайнап «Park Live Festival 2015»

В 2015 году фестиваль прошёл в Москве на стадионе «Открытие Арена» 19 июня. Хедлайнером дня стала известная британская группа Muse. 19 июня на главной сцене фестиваля Cosmos Stage также выступили группы Incubus, Triggerfinger и Jack Action.
|      |                  | Москва    | Москва                                 |
| Год  | Дата             | Хэдлайнер | Участники                              |
| ---- | ---------------- | --------- | -------------------------------------- |
| 2015 | Пятница, 19 июня | Muse      | Muse Incubus Triggerfinger Jack Action |

## 2016 год

### Москва

Лайнап «Park Live Festival 2016»

В 2016 году фестиваль прошёл в Москве на стадионе «Открытие Арена» 9 и 10 июля. Хедлайнером первого дня фестиваля стала американская рок-группа Red Hot Chili Peppers, а хедлайнером 10 июля стала американская певица Лана Дель Рей, которая представит свой четвёртый студийный альбом Honeymoon. 9 июля на главной сцене фестиваля Cosmos Stage также выступили Сплин, The Kills и Nothing But Thieves, а 10 июля, совместно с Ланой Дель Рей также выступили John Newman, Passenger и Two Door Cinema Club.
|      |                      | Москва                | Москва                                                    | Москва |
| Год  | Дата                 | Хэдлайнер             | Участники                                                 |        |
| ---- | -------------------- | --------------------- | --------------------------------------------------------- | ------ |
| 2016 | Суббота, 9 июля      | Red Hot Chili Peppers | Red Hot Chili Peppers Сплин The Kills Nothing But Thieves |        |
| 2016 | Воскресенье, 10 июля | Lana Del Rey          | Lana Del Rey John Newman Passenger Two Door Cinema Club   |        |

## 2017 год

Лайнап «Park Live Festival 2017»

В 2017 году фестиваль прошёл в Москве на стадионе «Арена ЦСКА» 5 июля. Хедлайнером дня стала американская рок-группа System of a Down.
|      |               | Москва           | Москва                                                | Москва |
| Год  | Дата          | Хэдлайнер        | Участники                                             |        |
| ---- | ------------- | ---------------- | ----------------------------------------------------- | ------ |
| 2017 | Среда, 5 июля | System Of A Down | System Of A Down Three Days Grace Twin Atlantic Louna |        |

## 2018 год

Лайнап «Park Live Festival 2018»

В 2018 году фестиваль прошёл в Москве на территории ЦПКиО имени Горького 27 июля, 28 июля и 29 июля. Хедлайнером первого дня стал французский диджей и продюсер David Guetta, хедлайнером второго дня стала британская группа Gorillaz, хедлайнером третьего — Massive Attack. Продажа билетов началась 30 ноября 2017 года.
Во второй день фестиваля выступление Gorillaz было прервано из-за грозы и сильного дождя.
|      |                      | Москва         | Москва                                                      |
| Год  | Дата                 | Хэдлайнер      | Участники                                                   |
| ---- | -------------------- | -------------- | ----------------------------------------------------------- |
| 2018 | Пятница, 27 июля     | David Guetta   | David Guetta Sofi Tukker Иван Дорн                          |
| 2018 | Суббота, 28 июля     | Gorillaz       | Gorillaz Kaleo Tove Lo Little Dragon The Hatters Tiger Cave |
| 2018 | Воскресенье, 29 июля | Massive Attack | Massive Attack Bonobo Tricky Young Fathers EIMIC            |

## 2019 год

Лайнап «Park Live Festival 2019»

В 2019 году фестиваль прошёл в Москве на территории ЦПКиО имени Горького 12 июля, 13 июля и 14 июля. Хедлайнером первого дня стали британская рок-группа Bring Me the Horizon, хедлайнером второго дня стали Thirty Seconds to Mars, хедлайнером третьего — Die Antwoord. Продажа билетов началась 14 декабря 2018 года.

5 марта 2019 года группа The Prodigy объявила об отмене всех своих концертов, в том числе и в России, в связи со смертью солиста группы Кита Флинта. 15 марта организаторы фестиваля Park Live объявили нового хедлайнера фестиваля — хип-хоп группа из ЮАР Die Antwoord.
|      |                      | Москва                 | Москва                                                            | Москва |
| Год  | Дата                 | Хэдлайнер              | Участники                                                         |        |
| ---- | -------------------- | ---------------------- | ----------------------------------------------------------------- | ------ |
| 2019 | Пятница, 12 июля     | Bring Me the Horizon   | Bring Me the Horizon Nothing But Thieves SWMRS                    |        |
| 2019 | Суббота, 13 июля     | Thirty Seconds to Mars | Thirty Seconds to Mars Rag'n'Bone Man Pale Waves AJR Elder Island |        |
| 2019 | Воскресенье, 14 июля | Die Antwoord           | Die Antwoord Дельфин MØ FEVER 333 Missio                          |        |

## 2020 год
В 2020 году фестиваль должен был пройти в Москве 11-12 июля на территории ЦПКиО имени Горького и 16-19 июля на территории Южного спортивного ядра Лужников. Перенесён на 2021 год в связи с пандемией COVID-19.

## 2021 год
В 2021 году фестиваль должен был пройти в Москве в два уик-энда: 8-11 и 15-18 июля на территории Южного спортивного ядра Лужников. Перенесён на 2022 год в связи с пандемией COVID-19.

## 2022-2023 год
В 2022 году фестиваль должен был пройти в Москве в три уик-энда: 16-19 июня, 7-10 и 14-17 июля на территории Южного спортивного ядра Лужников. На фестивале планировались выступления таких групп, как: Slipknot, Limp Bizkit, My Chemical Romance, Placebo, Gorillaz, Deftones, The Killers, Five Finger Death Punch, Pendulum, Iggy Pop, Sum 41. Однако из-за вторжения российских войск на Украину и последовавшего отказа иностранных артистов выступать в России, фестиваль не проводился.

## 2024 год
В 2024 году фестиваль прошел в Алма-Ате, Казахстан на территории парка «Первомайские пруды» 6 сентября, 7 сентября и 8 сентября. Хедлайнером первого дня стал дуэт из Южной Африки Die Antwoord, хедлайнером второго дня — американский рэпер Tyga, третий день фестиваля закрыла британская группа The Kooks.

### Бойкот фестиваля
Группа Editors должна была выступать 8 сентября, но позже отменила свой концерт из-за поддержки мероприятия российской компанией Яндекс: «Но теперь, когда нам сообщили, кто является спонсором мероприятия, мы решили отказаться от участия».
2 сентября 2024 года группа Placebo объявила об отмене участия в фестивале, а также от концерта в Тбилиси (Грузия) по «веским косвенным причинам». Ранее группу обвинили в скрытой поддержке России и получении гонорара от компании «спонсирующей» войну на Украине. Вместо Placebo группа The Kooks стала хедлайнером третьего дня. Выступление Brennan Savage было отменено в связи с «логистическими причинами»
|      |                         | Алматы             | Алматы                                                             | Алматы                           |
| Год  | Дата                    | Хэдлайнер          | Главная сцена Яндекс Музыки                                        | Вторая сцена Яндекс Плюса        |
| ---- | ----------------------- | ------------------ | ------------------------------------------------------------------ | -------------------------------- |
| 2024 | Пятница, 6 сентября     | Die Antwoord       | Die Antwoord Oliver Tree The Kiffness                              | Ninety One T’OI                  |
| 2024 | Суббота, 7 сентября     | Tyga               | Tyga Скриптонит Dizzee Rascal Brennan Savage (отменено) Ulukmanapo | Truwer HIRO Yenlik Кухня         |
| 2024 | Воскресенье, 8 сентября | Placebo (отменено) | Placebo (отменено) The Kooks Tom Meighan Yonaka Tiger Cave         | Dose M’Dee Liili dudeontheguitar |

## 2025 год
В 2025 году фестиваль Park Live пройдет в городе Алматы, Казахстан на территории парка «Первомайские пруды» 4 сентября, 5 сентября, 6 сентября и 7 сентября. Хедлайнером первого дня станет британский певец Robbie Williams, хедлайнером второго дня — англо-норвежский музыкальный продюсер и диджей Alan Walker, хедлайнером третьего дня — американский рок-певец и его группа Marilyn Manson, четвертый день фестиваля закроет электронный дуэт из Норвегии Röyksopp и английский электронный музыкант и диджей Elderbrook.
|      |                         | Алматы          | Алматы                                            |
| Год  | Дата                    | Хэдлайнер       | Участники                                         |
| ---- | ----------------------- | --------------- | ------------------------------------------------- |
| 2025 | Четверг, 4 сентября     | Robbie Williams | Robbie Williams Morcheeba Ayau                    |
| 2025 | Пятница, 5 сентября     | Alan Walker     | Alan Walker Swae Lee                              |
| 2025 | Суббота, 6 сентября     | Marilyn Manson  | Marilyn Manson The HU Bloodywood Shortparis Turan |
| 2025 | Воскресенье, 7 сентября | Röyksopp        | Röyksopp Elderbrook Weval Kedr Livanskiy          |